# 植木屋曽吉
植木屋 曽吉（うえきや そきち？、安永3年3月4日（1774年4月14日） - 慶応元年6月15日（1865年8月6日））は江戸時代の尾張国名古屋の植木屋。尾張藩薬園掛。小栗曽吉、花戸曽吉としても知られる。
各地に採薬に出かけて嘗百社中に植物見本を提供し、尾張本草学の発展に貢献した。テガタチドリは曽吉が駒ヶ岳で採集し、命名したもの。

## 生涯
安永3年（1774年）3月4日植木屋伝吉の長男として生まれた。父と同様水谷豊文に本草学を学び、享和2年（1802年）2月尾張藩薬園掛となった。西は讃岐国、阿波国、東は下野国まで30ヶ国へ採薬に出かけ、加賀国白山へは13回、播磨国池田へは33回赴いたという。
文政3年（1820年）4月19日から5月11日まで紀伊国那智山、天保元年（1830年）夏越前国白山、嘉永5年（1852年）4月20日から末まで伊藤圭介、飯沼慾斎、伊藤圭造、吉田雀巣庵、富永武太夫等と近江国伊吹山、嘉永6年（1853年）8月西村広休等と伊勢国堀坂山に採薬した。
嘉永6年（1853年）80歳を祝い、3月17日桜之町法導院で本草諸鉢物大会、春城南徳林寺で祝宴が開かれた。3月嘗百社から森高雅画「花戸老翁曽吉山中採集図」を贈られたが、伝存しない。この時の住所は志水池町。
文久2年（1862年）3月89歳を祝い、かつて曽吉が白山で採集したイヌシデ、御嶽で採集したチングルマ、熊野で採集したイチヨウランの大窪昌章による原画を清水淇川が模写した彩色一枚刷が刊行された。4月4日門前町阿弥陀寺で鉢物大会が開かれ、子の伝蔵が曽吉を襲名した。
慶応元年（1865年）1月藩主から長寿祝い500文を賜った。この時の住所は大津町。6月15日死去し、菩提寺光勝院に葬られた。

## 親族
- 祖父：伝吉 - 宝永元年（1704年）美濃国可児郡矢当村字清蔵屋敷の名家小栗家に生まれ、後に尾張藩薬草掛として名古屋に移り、安永2年（1773年）12月16日没[1]。
- 父：伝吉 - 延享元年（1744年）に生まれ、明和3年（1766年）植木屋となり、水谷豊文等に本草学を学び、天保4年（1833年）9月7日没[1]。
- 母：いよ - 文政7年（1824年）5月2日没[1]。
- 子：曽吉 - 初名は伝蔵。薪屋に転じた[1]。
- 孫：小栗光義 - 仕立物屋を営んだ[1]。